# Гологлазые турако
Гологлазые турако (лат. Musophaga) — выделявшийся до 2020 года род птиц из семейства тураковых. С 2021 года виды, относившиеся к этому роду, перенесли в род турако.

## Описание
В род гологлазых турако включали 2 вида. Фиолетовый гологлазый турако (Musophaga violacea) имеет оперение синего цвета с фиолетовым оттенком. Центральноафриканский гологлазый турако (Musophaga rossae) имеет более яркий фиолетовый оттенок. У обоих видов лоб и темя карминного цвета. Проходящая над нижним веком белая полоса у фиолетового гологлазого турако отсутствует у центральноафриканского гологлазого турако. Клюв у основания относительно толстый, закруглённый у вершины и переходящий на лбу в округлую, наподобие щита, пластину. Не покрытые перьями ноздри находятся в середине клюва. Удлинённые перья, напоминающие волосы, образуют на макушке хохол.

## Распространение
Гологлазые турако населяют тропические леса в Западной Африке. Фиолетовый гологлазый турако предпочитает влажные джунгли и распространён от Гамбии до Нигерии и на восток до северного Камеруна. Центральноафриканский гологлазый турако населяет пойменные леса в лесной зоне и саваннах, в том числе на юго-востоке Камеруна, в  северном Конго, Уганде и на севере Замбии.